# Arie van der Lugt
Arie van der Lugt (Vlaardingen, 30 maart 1917 – Luyksgestel, 27 oktober 1996) was een Nederlandse schrijver van jeugdboeken en streekromans. Daarnaast schreef hij toneelstukken, waarvoor hij de gegevens haalde uit zijn reizen naar het buitenland.

## Levensloop
Van der Lugt studeerde na het gymnasium letterkunde aan de Universiteit Leiden. Op 17-jarige leeftijd verschenen zijn eerste jeugdboeken al. Naast zijn eigen naam maakte Van Der Lugt ook gebruik van de pseudoniemen Annemarie Benninck (voor jeugdboeken) en Tis Nieuwaar (voor blijspelen). Op 19 augustus 2011 werd bekend dat er in Luyksgestel een museum gewijd aan de daar overleden schrijver opgericht zou worden.

## Toneelstukken
Een selectie van toneelstukken geschreven door Arie van der Lugt
- De verkochte bruid
- En zwaar staan de halmen
- Jutters Kerst
- Klomp en de Goudvis  (i.s.m. Willem Hoksbergen)
- Morgen schijnt de zon
- Verschroeide aarde

- Biblioteca Nacional de España: XX1348929
- Gemeinsame Normdatei: 172233178
- International Standard Name Identifier: 0000 0003 6992 6867
- Library of Congress Control Number: n91011518
- Nederlandse Thesaurus van Auteursnamen: 068761562
- Virtual International Authority File: 245165149
- WorldCat: E39PBJyrWVWmFXDyqwGWkwrpfq